# Gonçalo Oliveira
Gonçalo Oliveira (* 17. Februar 1995 in Porto, Portugal) ist ein portugiesisch-venezolanischer Tennisspieler.

## Karriere
Gonçalo Oliveira spielt hauptsächlich Turniere auf der unterklassigen ITF Future Tour und ATP Challenger Tour. Zu Beginn seiner Karriere spielte er zunächst ausschließlich Turniere auf der drittklassigen Future Tour ohne größere Erfolge zu erzielen. Im März 2014 gelang ihm im Doppel der Sprung in die Top 1000 der Weltrangliste, im Mai schließlich auch im Einzel. In diesem Jahr gewann er auch seine ersten drei Doppeltitel auf der Future Tour. Er konnte sich in der Weltrangliste weiter verbessern und stand am Jahresende im Doppel auf dem 413. Rang.
2015 gewann er weitere Titel im Doppel und seinen ersten Einzeltitel, sodass er bei letzterem mit dem 541. Rang eine neue Bestplatzierung schaffte. Im Doppel feierte er im März 2016 in Saint-Brieuc an der Seite von Sander Arends sein Debüt auf der Challenger Tour, verlor jedoch seine Auftaktpartie. Nachdem er seine drei nächsten Auftritte auf der Challenger Tour ebenfalls nicht erfolgreich gestalten konnte, gelang ihm 2017 in Lissabon eine kleine Überraschung, als er mit Frederico Gil bis ins Finale vorstieß und sich dort Ruan Roelofse und Christopher Rungkat nach einem knappen ersten Satz in zwei Sätzen geschlagen geben musste. Im Einzel stand er bei demselben Turnier dank einer Wildcard ebenfalls zum ersten Mal in einem Hauptfeld und schaffte den Einzug ins Achtelfinale. Am Jahresende erreichte er mit dem 194. Rang seine bislang beste Einzelplatzierung.
Nachdem er in Posen, Lima und Bangkok jeweils im Finale noch verlor, gelang ihm im April 2018 sein erster Doppeltriumph auf der Challenger Tour. In Ostrava zog er mit dem Ungar Attila Balázs als viertgesetzte Paarung ins Finale ein, wo er in zwei Sätzen das Duo Lukáš Rosol und Serhij Stachowskyj schlug. Seinen zweiten Titel gewann er noch souveräner, indem er mit seinem Partner Lorenzo Giustino ohne Satzverlust das Turnier in Schymkent gewann. Nach diesem Erfolg stand er im Doppel auf dem 109. Rang, so gut wie noch nie zuvor in seiner Laufbahn.
Im April 2024 wechselte Oliveira zum venezolanischen Tennisverband, dessen Staatsangehörigkeit er ebenfalls besitzt.
Mitte Januar 2025 wurde Oliveira positiv auf Methamphetamine getestet und von der International Tennis Integrity Agency vorläufig gesperrt. Die positive Probe wurde im Zuge eines Test bei einem Challenger in Manzanillo abgegeben.

## Erfolge
| Legende (Anzahl der Siege)  |
| Grand Slam                  |
| ATP World Tour Finals       |
| ATP World Tour Masters 1000 |
| ATP World Tour 500          |
| ATP World Tour 250          |
| ATP Challenger Tour (15)    |

### Einzel

#### Turniersiege
| Nr. | Datum            | Turnier     | Belag | Finalgegner          | Ergebnis |
| --- | ---------------- | ----------- | ----- | -------------------- | -------- |
| 1.  | 3. November 2024 | Brazzaville | Sand  | Filip Cristian Jianu | 6:4, 6:3 |

### Doppel

#### Turniersiege
| Nr. | Datum             | Turnier           | Belag         | Partner              | Finalgegner                                   | Ergebnis          |
| --- | ----------------- | ----------------- | ------------- | -------------------- | --------------------------------------------- | ----------------- |
| 1.  | 5. Mai 2018       | Ostrava           | Sand          | Attila Balázs        | Lukáš Rosol Serhij Stachowskyj                | 6:0, 7:5          |
| 2.  | 8. Juni 2018      | Schymkent         | Sand          | Lorenzo Giustino     | Lucas Miedler Sebastian Ofner                 | 6:2, 7:64         |
| 3.  | 18. November 2018 | Kōbe              | Hartplatz (i) | Akira Santillan      | Li Zhe Gō Soeda                               | 2:6, 6:4, [12:10] |
| 4.  | 23. Februar 2019  | Bangkok           | Hartplatz     | Li Zhe               | Enrique López Pérez Hiroki Moriya             | 6:2, 6:1          |
| 5.  | 18. Mai 2019      | Samarqand         | Sand          | Andrej Wassileuski   | Sergey Fomin Teimuras Gabaschwili             | 3:6, 6:3, [10:4]  |
| 6.  | 1. Juni 2019      | Vicenza           | Sand          | Andrej Wassileuski   | Fabrício Neis Fernando Romboli                | 6:3, 6:4          |
| 7.  | 7. Juli 2019      | Recanati          | Hartplatz     | Ramkumar Ramanathan  | Andrea Vavassori David Vega Hernández         | 6:2, 6:4          |
| 8.  | 9. Februar 2020   | Dallas            | Hartplatz (i) | Dennis Novikov       | Luis David Martínez Miguel Ángel Reyes Varela | 6:3, 6:4          |
| 9.  | 8. März 2020      | Monterrey         | Hartplatz     | Karol Drzewiecki     | Orlando Luz Rafael Matos                      | 6:75, 6:4, [11:9] |
| 10. | 17. Oktober 2020  | Lissabon (1)      | Sand          | Roberto Cid Subervi  | Harri Heliövaara Zdeněk Kolář                 | 7:65, 4:6, [10:4] |
| 11. | 20. März 2021     | Santiago de Chile | Sand          | Luis David Martínez  | Rafael Matos Felipe Meligeni Alves            | 7:5, 6:1          |
| 12. | 18. Juni 2021     | Prostějov         | Sand          | Alexander Nedowessow | Roman Jebavý Zdeněk Kolář                     | 1:6, 7:65, [10:6] |
| 13. | 30. Oktober 2021  | Lima              | Sand          | Sergio Galdós        | Tomás Barrios Vera Alejandro Tabilo           | 6:2, 2:6, [10:5]  |
| 14. | 1. Oktober 2022   | Lissabon (2)      | Sand          | Zdeněk Kolář         | Wladyslaw Manafow Oleh Prychodko              | 6:1, 7:64         |